# Valentina Bonariva
Valentina Bonariva (Solaro, 1º maggio 1989) è una modella e ballerina italiana.

## Biografia
Originaria di Solaro e residente ad Airuno ha conseguito il diploma di liceo artistico a Lecco. Pratica danza dall'età di 6 anni e lavora come ballerina e insegnante all'interno di una sua scuola di danza vicino Solaro. Fa inoltre parte della FIDS ed è giudice di danza sportiva.
Nel 2012 ha partecipato al concorso televisivo Veline. Nel 2013 è stata tra le dieci finaliste di Miss Italia Sport ed ha ottenuto il titolo di Miss Fair Play Montecarlo, che le ha permesso di accedere alle prefinali nazionali di Miss Italia 2013 per poi entrare in finale e qualificarsi nella Top 21.
Dopo aver partecipato alle selezioni, il 22 novembre 2014 è stata incoronata Miss Universo Italia 2014 Nella finale del concorso, svoltasi a gennaio 2015 a Miami si è poi classificata all'interno della Top 15.
Nel 2015 è apparsa nel videoclip del singolo Burrasca del cantautore bergamasco Mattia Ongaro. Dal 1º ottobre al 19 novembre dello stesso anno è stata inoltre concorrente del Grande Fratello che ha visto Federica Lepanto come vincitrice.

## Programmi televisivi
- Veline (Canale 5, 2012) - Concorrente
- Miss Italia 2013 (LA7, 2013) - Concorrente
- Grande Fratello 14 (Canale 5, 2015) – Concorrente
- SI News (Sportitalia, 2018-2019) - Conduttrice